# Gillian van den Berg
Gillian Maria Elisabeth van den Berg (Gouda, 8 settembre 1971) è una pallanuotista olandese, vincitrice di una medaglia d'oro ai giochi olimpici di Pechino 2008.